# Stenasellus boutini
Stenasellus boutini är en kräftdjursart som beskrevs av Guy Magniez 1991. Stenasellus boutini ingår i släktet Stenasellus och familjen Stenasellidae. Inga underarter finns listade i Catalogue of Life.